# 현대 민주주의 국가의 정치

## 정부 및 그 기관

### 한국의 정부 및 그 기관
현대 민주주의 국가의 정부는 헌법상 그 독립성이 보장되는 입법부 즉 의회, 사법부, 행정부로 구성되어 있다.

#### 법을 구상하고 심의 제정하는 입법기관
- 의회
- 정당

#### 제정된 법을 해석하고 판결 집행하는 사법기관
- 주권자를 제외한 모든 인민이 복종하는 주권적 법을 헌법이라 한다. 헌법과 이하 법률 사이의 모순을 다루는 전문적 기구인 헌법재판소는 한국의 경우 독립적인 헌법 기관으로 존재한다.
- 법정제도 → 법
- 한국의 법원

#### 대한민국의 행정기관
- 기획재정부
- 교육과학기술부
- 통일부
- 외교부
- 법무부
- 국방부
- 행정안전부
- 문화체육관광부
- 농림수산식품부
- 미래창조과학부
- 과학기술정보통신부
- 보건복지가족부
- 환경부
- 노동부
- 국토해양부
- 중소기업벤처부

- 대통령 - 대통령실
- 대통령 - 감사원
- 대통령 - 국가정보원
- 대통령 - 중앙인사위원회
- 대통령 - 국가청렴위원회
- 대통령 - 국민고충처리위원회
- 대통령 - 국가안전보장회의사무처
- 대통령 - 민주평화통일자문회의사무처
- 대통령 - 국민경제자문회의사무처
- 대통령 - 국가과학기술자문회의
- 대통령 - 중소기업특별위원회
- 대통령 - 친일반민족행위진상규명위원회

- 국무총리
- 국무총리 - 국무조정실
- 국무총리 - 국무총리비서실
- 국무총리 - 공정거래위원회
- 국무총리 - 금융감독위원회
- 국무총리 - 비상기획위원회
- 국무총리 - 청소년위원회

- 법제처
- 국가보훈처

- 국세청
- 관세청
- 조달청
- 통계청
- 기상청
- 검찰청
- 병무청
- 방위사업청
- 경찰청
- 소방방재청
- 문화재청
- 농촌진흥청
- 산림청
- 중소기업청
- 특허청
- 식품의약품안전청
- 행정중심복합도시건설청
- 해양경찰청

- 방송위원회
- 국가인권위원회

- 헌법재판소는 입법, 사법, 행정부의 감독을 받지 아니하는 독자적 헌법 기관이다.
- 중앙선거관리위원회

## 정부체제
- 대통령제도
- 내각책임제도

## 선거와 투표
- 보통선거

## 언론과 정치
- 언론의 자유
- 언론검열